# 480 до н. е.

## Події
- Травень — король Персії Ксеркс I здійснює похід від Сардів до Фракії та Македонії.
- Кінець серпня — початок вересня — Битва при Фермопілах
- 20 вересня — Битва при Саламіні
- 21 вересня — перси грабують Афіни, мешканці яких тікають до Саламіну, а потім до Пелопоннеса.
- Початок династії Археанактідів у Боспорі;